# جمعية كشافة رواندا
جمعية كشافة رواندا هي المنظمة الكشفية الوطنية في رواندا. الحركة الكشفية في رواندا تأسست في عام 1940 وأصبحت عضوا في المنظمة العالمية للحركة الكشفية في عام 1975. الجمعية شاركت في العديد من الأنشطة التعليمية ولديها 18884 عضوا (اعتبارا من 2008).

## روابط خارجية
- الموقع الرسمي